# Mopsea bicolor
Mopsea bicolor is een zachte koraalsoort uit de familie Isididae. De koraalsoort komt uit het geslacht Mopsea. Mopsea bicolor werd voor het eerst wetenschappelijk beschreven door author unknown. 